# Frontispice (architecture)
Pour les articles homonymes, voir Frontispice.

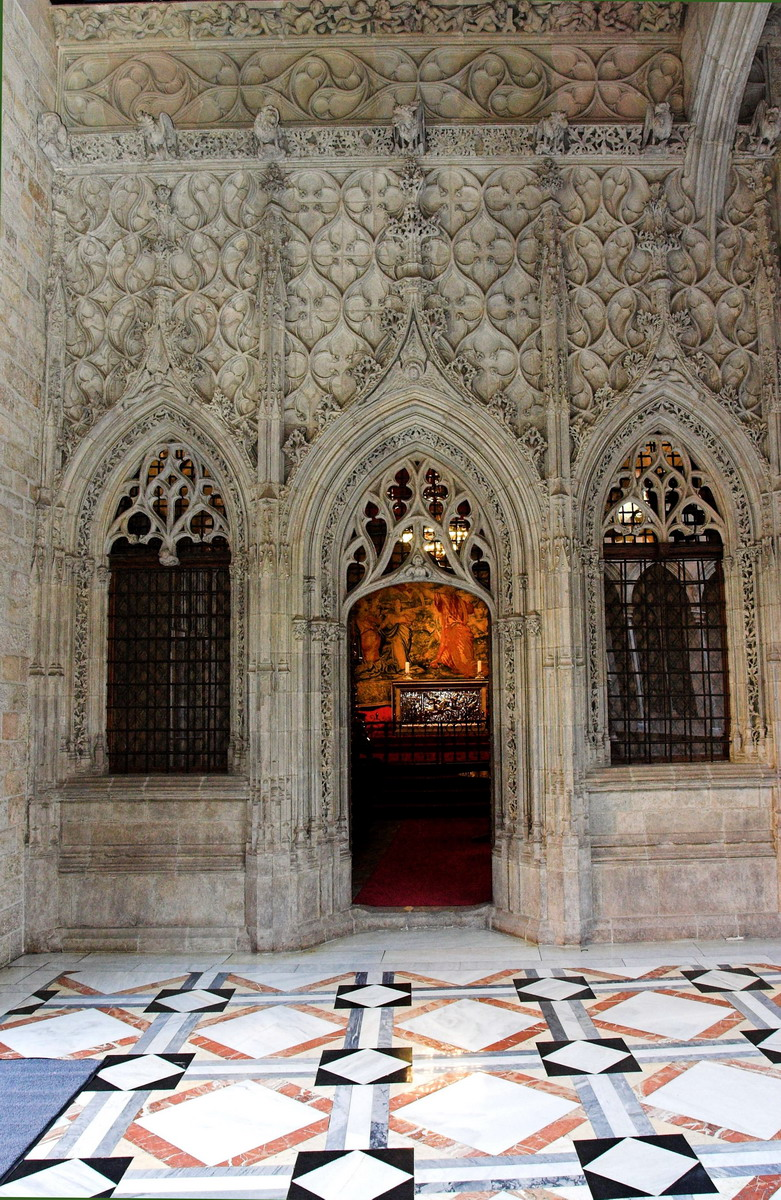
Frontispice de la chapelle Saint-Georges, palais de la généralité de Catalogne.

Un frontispice désigne la « façade principale d'un édifice », ou plus précisément les éléments qui encadrent et décorent l’entrée ou la porte principale de cette façade.